# Miwa ballad collection 〜graduation〜
『miwa ballad collection 〜graduation〜』（ミワ バラード コレクション グラデュエーション）は、2016年1月20日にSony Recordsから発売されたmiwaのセルフ・コンピレーション・アルバム。
2010年のデビューから5周年記念を締めくくる形として発売された作品でバラードコレクションアルバムと称してはいるが、実質的にはバラードベストアルバムに近い。

## 概要
5万枚の完全生産限定盤として発売。また、『miwa spring concert 2015 "ONENESS"』のダイジェスト映像収録のBlu-rayと、特製の歌詞ブックレット、シール、模擬パスケース等が付属する。なお、マスタリングはスティーブン・マーカソンによる。

## 収録曲

### Disc 1（CD）
1. あなたがここにいて抱きしめることができるなら
19thシングル。アルバム初収録。
2. 夜空。feat.ハジ→ (5:10)
18thシングル「夜空。feat.ハジ→／ストレスフリー」収録曲。アルバム初収録。
3. 月食 〜winter moon〜 (4:52)
15thシングル「希望の環（WA）／月食 〜winter moon〜」収録曲。
4. friend 〜君が笑えば〜 (5:43)
1stアルバム『guitarissimo』収録曲。
5. つよくなりたい (4:28)
1stアルバム『guitarissimo』収録曲。
6. HiKARiE English×piano version (3:06)
10thシングル「ホイッスル〜君と過ごした日々〜」（初回生産限定盤B）に収録されているバージョン。
7. オトシモノ (5:26)
4thシングル。
8. めぐろ川 <strings version> (5:48)
1stシングル「don't cry anymore」のカップリング曲のアルバムバージョン。1stアルバム『guitarissimo』に収録されているバージョン。
9. 片想い (5:50)
8thシングル。
10. ホイッスル〜君と過ごした日々〜 (5:00)
10thシングル。
11. またね (5:47)
2ndアルバム『guitarium』収録曲。
12. Delight feat. Orianthi (6:18)
3rdアルバム『Delight』収録曲。今作に収録するにあたり、アコースティックギターの弾き語りによる英詞のアレンジがされている。また、4thアルバム『ONENESS』収録の「super heroine」に続き、オリアンティ・パナガリスがフィーチャリング・セッションしている。

### Disc 2（Blu-ray）
miwa concert tour 2015 “ONENESS” 横浜アリーナライブダイジェスト映像
1. ONENESS
2. Faith
3. 441
4. 恋の予感
5. フィロソフィー
6. 月食 〜winter moon〜
7. 片想い
8. 空の彼方
9. super heroine
10. 希望の環（WA）